# Cyclomia turturaria
Cyclomia turturaria är en fjärilsart som beskrevs av Walker 1861. Cyclomia turturaria ingår i släktet Cyclomia och familjen mätare. Inga underarter finns listade i Catalogue of Life.